# Guilhermino César
Guilhermino César da Silva (Eugenópolis, 15 de maio de 1908 — Porto Alegre, 7 de dezembro de 1993) foi um escritor, crítico literário, administrador público, jornalista, professor e historiador brasileiro. Fez parte da geração modernista de Minas Gerais, divulgando seus princípios em artigos, poemas e ensaios publicados em jornais e revistas, e ao mesmo tempo ocupou várias funções públicas como administrador e professor. Na década de 1940 transferiu-se para Porto Alegre, no Rio Grande do Sul, onde continuaria a desenvolver ativa carreira no magistério, na política e na cultura. Deixou obra referencial na literatura, na crítica literária, na crônica jornalística e na historiografia, ganhando renome no país e no estrangeiro e recebendo muitas homenagens.

## Carreira
Guilhermino César nasceu em Pinheiros, antigo distrito de Eugenópolis, filho de José Cesar da Silva, farmacêutico prático e escrivão do Registro Civil que se interessava pela poesia e publicava um jornal, e Isaura da Fonseca, filha de fazendeiros. Ainda pequeno sua família mudou-se para Tebas, Minas Gerais, onde recebeu as primeiras letras de uma professora particular, Zizinha Negreiros. Com oito anos escreveu seus primeiros versos. Em 1920 foi matriculado no Grupo Escolar Astolfo Dutra, em Cataguases, onde permaneceu pouco tempo, transferindo-se para o Ginásio Municipal e participando também do Grêmio Literário Machado de Assis, do qual foi diretor.

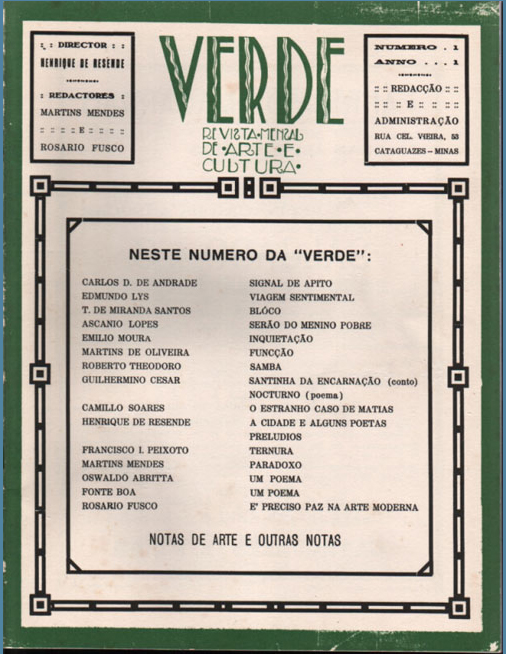
Capa de uma edição da Revista Verde.

Em 1926 já estava em Belo Horizonte estudando Medicina, e ao mesmo tempo fazendo curso de música no Conservatório Mineiro. No ano seguinte, aos 19 anos, foi um dos fundadores da Revista Verde, de caráter modernista, juntamente com Rosário Fusco, Ascânio Lopes, Francisco Inácio Peixoto e outros, já publicando contos, crônicas, poesias e crítica literária. Segundo Lygia Averbuck, "era um grupo de jovens que, apaixonados pela literatura e pelo Brasil, lançava um manifesto, fundava uma revista e uma editora, em um movimento que viria a estabelecer vinculações com os principais centros do modernismo brasileiro e latino-americano". A revista lançou apenas seis números e dissolveu-se com a morte de Ascânio Lopes, mas teve colaboradores do quilate de Mário de Andrade, Carlos Drummond de Andrade, Sérgio Milliet e Marques Rebelo, entre outros.
Em 1928 trocaria o curso de Medicina pelo de Direito. Enquanto isso empregou-se em folhetins e em 1929 foi admitido no jornal Estado de Minas, que acabaria encampando o tabloide Leite Criôlo que Guilhermino fundara com Achilles Vivacqua e João Dornas Filho para divulgar os princípios modernistas. Formou-se em Direito em 1932, e como orador da turma fez um discurso criticando o ensino universitário. No ano seguinte casou-se com Wanda Belli de Sardes, com quem teria os filhos Guilhermino Augusto e João José. Em 1935 passou a trabalhar como oficial de Gabinete da Secretaria do Interior de Minas Gerais, foi também chefe de Gabinete da Chefatura da Polícia de Belo Horizonte, mantendo paralelamente ativa participação na vida jornalística, literária e universitária, publicando no Estado de Minas, n'A Tribuna, na Folha de Minas e no Diário de Minas Gerais, e dando aulas de Filosofia na Universidade de Minas Gerais e dirigindo a Faculdade de Filosofia, Ciências e Letras entre 1941 e 1943.
Mudou-se em seguida para o Rio Grande do Sul, chamado para assumir a chefia do Gabinete do interventor federal no Estado, o general Ernesto Dornelles. Sucessivamente ocupou as funções de ministro do Tribunal de Contas (1945), presidente do Instituto Histórico e Geográfico do Rio Grande do Sul (IHGRGS, 1950-1958), secretário de Estado da Fazenda (1953-1956), e professor de Literatura Brasileira, História do Brasil e Estética da Universidade Federal do Rio Grande do Sul (UFRGS), lecionando nos cursos de Economia, Letras e Arte Dramática. Entre 1962 e 1965 viveu em Portugal, lecionando Literatura Brasileira na Universidade de Coimbra, que lhe outorgou o título de doutor honoris causa.
Voltando a Porto Alegre, reassumiu sua cátedra de Literatura Brasileira na UFRGS, aposentando-se em 1978, mas continuou a escrever ensaios e poesia e publicar crônicas no Correio do Povo. Em 1977 havia sido empossado como vice-presidente do IHGRGS, posição que ocuparia até 1986, fazendo parte também do Conselho Fiscal e da Comissão Editorial da Revista do IHGRGS por diversos anos. Em 1989 foi nomeado sócio-benemérito do IHGRGS e em 1990, patrono da Feira do Livro de Porto Alegre. Também foi membro correspondente do Instituto Histórico e Geográfico Brasileiro e do Instituto Histórico do Uruguai e membro da  Academia Mineira de Letras. Quando recebeu o título de sócio-benemérito do IHGRGS, Laudelino Teixeira de Medeiros disse sobre ele:
"A nossa cultura regional, que é integrante da cultura brasileira, se enriqueceu apreciavelmente com suas produções literárias. A sua contribuição no campo do ensino, da literatura, da história, do jornalismo, da administração pública, é enorme. Muitas gerações de alunos e seus colegas de universidades usufruíram de sua competência profissional e de sua rica experiência humana. Ninguém, como ele, realizou tão extensa e profunda pesquisa no campo da história literária do Rio Grande. O seu trabalho não foi somente uma classificação de estilos literários: foi também uma lúcida história das ideias. Ainda no campo da História, esquadrinhou as áreas da história econômica, da história política e militar, da história do povoamento. Em todas as áreas em que atuou, operou com competência, com senso crítico, com espírito humano".
Recebeu muitas outras homenagens em vida e postumamente, destacando-se os títulos de Professor Emérito da UFRGS e Cidadão Honorário de Porto Alegre, a Palma Acadêmica da Academia Francesa, a Legião de Honra no grau de oficial, a Medalha do Pacificador, a Medalha da Inconfidência e a Medalha Simões Lopes Neto. Em 1995 uma praça de Porto Alegre foi batizada com seu nome, em 1999 a UFRGS criou no Instituto de Letras o Núcleo de Literatura Brasileira Guilhermino César, e a Secretaria Municipal da Cultura de Porto Alegre instituiu o Prêmio Guilhermino César para homenagear personalidades nascidas fora do Rio Grande do Sul que deram destacada contribuição para a cultura da cidade. Sua intensa atividade em várias esferas públicas e sua qualificada produção intelectual e artística o colocam em um lugar de destaque na cultura brasileira, sendo muito respeitado também em Portugal.

## Obra

### Poesia

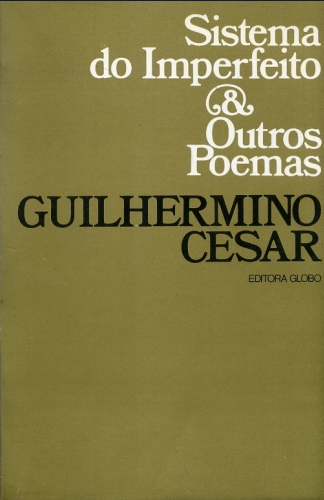
Capa de Sistema do Imperfeito e Outros Poemas.

Como poeta deixou uma obra inquieta, que procura os meios de articular e expressar as mudanças generalizadas trazidas pela modernidade e afirmar uma voz pessoal em meio ao coletivo. De acordo com Beatriz Weigert, Guilhermino queria ser lembrado acima de tudo como poeta. Seu primeiro volume de poesias foi Meia-Pataca (1928), em parceria com Francisco Peixoto, depois seguem-se Ladrão de Cavalo (1964), Lira Coimbrã e Portulano de Lisboa (1965), Arte de Matar (1969), Sistema do Imperfeito e Outros Poemas (1977), Banhados (1986) e encerra com Cantos do Canto Chorado (1990). Sua obra mais importante neste campo talvez seja Sistema do Imperfeito e Outros Poemas, publicada quando já estava consagrado. Para Vivian Albertoni da Silva, na sua escrita transparece "a procura por uma expressão poética que permitisse preservar a linguagem da verdadeira devastação a que ela é submetida na chamada Era da Comunicação — a segunda metade do século XX". Ele pode ser lúdico, experimental, imprevisível, paradoxal; ora espontâneo e direto, ora sofisticado e cerebral; ora inquisitivo, ora afirmativo ou mesmo hesitante; quebrando muitas regras consagradas pela tradição e abrindo novos caminhos, e por isso ele se coloca em lugar de destaque entre os poetas modernos brasileiros. Diz Weigert que "Guilhermino César transmite lições da composição literária pela própria composição literária. Modo expressivo e impressivo, as imagens poéticas sabem elaborar musicalidade e conceitos, muitas vezes constituindo significado, o próprio significante".
Seus poemas revelam ainda sua formação e atuação multifacetada de literato, economista, professor, historiador, jornalista e político, bem como uma forte fé nas capacidades da poesia e da linguagem como expressão de liberdade e instrumento de libertação. Nunca perde de vista o humano e o social, mas se rebela contra a degradação da humanidade, a opressão do homem pelo homem e a transformação da vida em um espetáculo vazio de sentido, assumindo uma consciência de que é preciso haver uma mudança, que garantirá ao mesmo tempo a sobrevivência da poesia. Na opinião de Marlon de Almeida, sua poesia é um "espaço de resistência; a poesia, negação da lógica mercantil que prostitui até mesmo a beleza; a poesia, pela retomada das causas humanas. Jamais a poesia pela poesia, a linguagem e o humor a serviço apenas do lúdico e da vaidade. Não, a poesia que se quer afeto usa a palavra para provocar, afagar, afogar, afetar. A palavra é mistério, enigma, obstáculo ao espetaculismo circense da mass-midia, jamais hermética, ensimesmada". Almeida acrescenta que o seu modernismo está construído "sobre o alicerce do pensamento visionário-vanguardista segundo o qual a arte deve estar comprometida com a mudança, com o novo. Ou seja, a arte vem depois: não é o homem que deve servir a arte e à arte; é a arte que deve servir o homem e ao homem".

### Prosa
Deixou grande número de textos  publicados desde sua juventude em vários jornais, mas avulta sua regular contribuição ao "Caderno de Sábado" do Correio do Povo, que por muitos anos foi um suplemento cultural de alto nível, contando com afamados colaboradores. A produção de Guilhermino foi volumosa e variada, transitando pela crítica literária, o ensaio histórico, a crônica de costumes e o comentário dos fatos do dia, demonstrando sua vasta cultura de maneira informal, sem se tornar pedante, e sem excluir o humor e uma fina ironia. Mesmo seus textos mais despretensiosos são ricos em informação e agradáveis à leitura, não perdendo a oportunidade de mesmo a partir de eventos banais extrair um sentido histórico, humano ou social. Disse Silva que sua escrita desperta a curiosidade e o fascínio, instigando e provocando a reflexão, procurando, mais do que informar, educar seu público, sempre preocupado com os destinos da humanidade e os movimento sociais. "Da mesma forma, os textos sobre Literatura não são artigos acadêmicos: são convites à fruição da prosa e da poesia; são elogios generosos a quem merece ser divulgado, e reparos honestos a quem precisa repensar; mais do que tudo: são explorações que conduzem o leitor a um mundo de ludismo que toca no social de forma insuspeitadamente eficiente. [...] Milagres da Literatura ao alcance de todos, sem academismos desnecessários, sem análises estruturalistas, sem hermetismo – só o verbo como espelho". Em suas críticas, "estava ciente de que poderia ser chamado de quadrado, careta, nostálgico e que, ao mesmo tempo, incomodaria censores, colegas e alunos. No entanto, não se percebe recuo ou covardia: mesmo em seus artigos mais brandos e analíticos, escritos a partir dos setenta anos (completados em 1978), percebe-se a chama da expectativa, da esperança de chegar ao ouvido certo".

### Historiografia

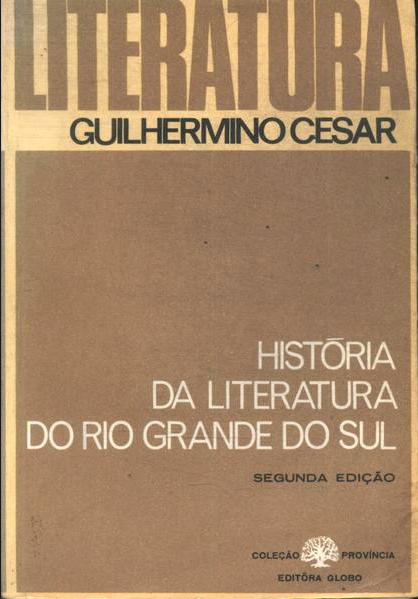
Capa de História da Literatura do Rio Grande do Sul.

A produção de Guilhermino César como historiador do Rio Grande do Sul se insere em um momento em que os estudiosos locais, muito pela influência de Moysés Vellinho, ainda tendiam a priorizar a contribuição lusa à formação do estado, descartando a contribuição jesuítico-espanhola presente na Região das Missões, que só tardiamente foi incorporada ao domínio português. Contudo, ele acompanhava o constante surgimento de novas fontes históricas, que começavam a mudar o panorama consolidado anteriormente. Destacam-se nesta área os livros História do Rio Grande do Sul no Período Colonial (1970), O Contrabando no Sul do Brasil (1978) e Origens da Economia Gaúcha (o boi e o poder), publicado postumamente em 2005. Também valorizou a emergência do tradicionalismo gauchesco, dizendo que era um movimento representativo de importante setor da cultura local. Para Maria do Carmo Campos, "Guilhermino deixou à posteridade um importante legado sobre especificidades histórico-culturais da formação do estado, que examinou à luz de sua experiência europeia".
Seu foco como historiador, no entanto, foi a história da própria literatura e da crítica literária, produzindo obras como O Criador do Romance no Rio Grande do Sul (estudo sobre Caldre e Fião), A Primeira Geração Romântica na Literatura Rio-Grandense — Araújo Porto Alegre, O Barroco e a Crítica Literária no Brasil, O Brasileiro na Ficção Portuguesa (com Pereira Filho), Primeiros Cronistas do Rio Grande do Sul e A Visão Prospectiva de Euclides da Cunha, mas seu texto mais importante provavelmente é História da Literatura do Rio Grande do Sul (1737 - 1902) (1956). Nele o autor procura estabelecer as origens da tradição literária local a partir do surgimento da sociedade Partenon Literário em 1869, que para ele constitui um divisor de águas e o momento do primeiro amadurecimento dos autores gaúchos. Porém ele não restringe sua análise histórica ao campo especificamente literário, mas esclarece como a literatura e seus agentes interagiram com a sociedade e influíram sobre ela e foram por ela influenciados, e ao mesmo tempo traça as relações da produção local com a brasileira, enfatizando os regionalismos como características distintivas que contribuíam para a riqueza do panorama nacional e identificando pontos em comum com a produção de outras regiões, rejeitando o separatismo encontrado em certas correntes da crítica de seu tempo. Também ressaltou o papel fundamental exercido pelos estrangeiros e pela imprensa na renovação estética e difusão da literatura. Para Vinícius Estima a obra é "sem dúvida, fonte incontornável para aqueles que se dedicam ao estudo da literatura sul-rio-grandense". Também importante é o seu estudo biográfico e crítico e a sua edição da obra integral para o teatro de Qorpo Santo, mas segundo Janer Cristaldo seu papel foi mais o de organizador e divulgador, trabalhando sobre material reunido por Aníbal Damasceno.